# 識正書簡
識正書簡是前中華民國總統馬英九於2009年接見美國華僑時提出的概念，意思是「閱讀及书写时使用正體中文的同時，書寫上不排斥使用簡體中文」。这里的「正」指的是被臺灣定爲「正體」的繁體字。
其它华人地区亦有类似概念。也被稱爲識繁寫簡、識繁用簡。

## 概念范畴
「識正書簡」中的「正」為繁體字，在臺灣因爲被定爲正體而稱「正體字」；而「簡」則相對指的是簡體字，即中國大陸簡化後的「規範漢字」。該概念意旨在中文運用方面，印刷採繁體字，一般書寫不排斥使用簡體字。馬英九認為印刷體盡量用繁體字，以此可使古籍文献及传统文化得以传承和弘扬，除此，他也希望繁體字能申請成為世界遺產，理由是全球罕有文字能从公元前完好传承至今。

## 歷史與現狀

### 中華民國政府遷台前
1913年，讀音統一會上：「馬裕藻、朱希祖、許壽裳、錢稻孫、周樹人提議，以『統一讀音，不過改良反切，故以合於雙聲疊韻的簡筆漢字最為適用』，將會中審定字音暫用的『記音字母』正式通過為『注音字母』；此套字母大致從章炳麟創始，為『取古文篆籀徑省之形』的簡筆漢字。 」（台灣國立臺灣師範大學國音教材編輯委員會，《國音學》。許壽裳、錢稻孫、周樹人是教育部薦任科長兼北京大學教員，馬裕藻、朱希祖是北大教員）
錢玄同、黎錦熙、趙元任、林語堂等在1926年合作制訂國語羅馬字，1928年9月26日由中華民國大學院（秘書長許壽裳，院長蔡元培）在南京正式公布，與注音字母並行，這是漢民族自己制訂的國語羅馬拼音字中最早的1種。
章太炎弟子錢玄同在1920年2月出刊的《新青年》7卷3号提出〈减省汉字笔划的提议〉。
1922年國語統一籌備會第4次大會上，錢玄同得到陆基、黎锦熙、杨树达联署，提出減省現行漢字筆畫案，經大會議決通過，设立「汉字省体委员会」，有钱玄同、胡适、沈兼士、黎锦熙、周作人等16位委员。
1932年國語統一會制訂公布《國音常用字彙》，把習用的簡體字大都收入了。
1934年，錢玄同又提出搜採固有而較實用的簡體字案，次年完成的《簡體字譜》，給國民政府第1次推動簡體字奠定了基礎。
1935年8月21日，王世杰部長任內的中華民國教育部頒布《簡體字表》（第1批），收324簡體字。
1936年1月15日，中國國民黨中央議決「簡體字表暫緩推行」。
1936年2月，國府第1次推動簡體字畫上了句點。

### 中華民國政府遷台后
1953年6月，台灣中華民國教育部成立「簡體字研究委員會」，有15位委員。
1954年2月，台灣立法院廖維藩、胡秋原等106位立法委員提案反對簡化文字。同年3月17日，羅家倫在台灣傳媒發表簡體字之提倡甚為必要文章，南京中央大學出身的潘重規发表論羅家倫所提倡之簡體字，掀起論戰，周法高寫了簡體字論戰諍言、簡體字答客問、論簡體字、續論簡體字（答胡秋原先生）。
1969年4月10日，何應欽在台北的中國國民黨第10次全國代表大會上，提出「為建議由教育部會同中央研究院，切實整理研究簡筆字，以適應當前之教學實用以及光復大陸後文教設施之需要案」。會上得到中央評議委員李石曾支持，何應欽還編了收747個簡字的《簡筆字彙輯》。。
台灣支持簡化漢字的有羅家倫、陳大齊、毛子水、洪炎秋、胡適、王世杰、李石曾和論爭前已經去世的傅斯年等北京大學師生和已右傾的前左翼嚴靈峰、任卓宣等文化人。羅家倫們提倡簡體字的失敗，可說明羅和羅的老師胡適，在中華民國政府極力削弱新文化運動影響、復興中華文化的國策下，已沒有發揮的餘地，《自由中國》案（雷震冤獄）更是胡適只被蔣介石总统當作點綴的最佳註腳。另一方面，尽管有何應欽等政治勢力的推動，但教育界和學術界反對漢字簡化的聲音仍占主流，台灣政府對簡筆字終究不熱衷，何應欽回憶教育部處理他的簡筆字提案「僅在59年（1970年）12月16日上午，約請了15位學者，舉行了1次3小時的座談會，便匆匆對本案作成否定的結論」。

#### 中華文化復興運動中的手寫簡筆字（手頭字）推廣
1978年5月20日，供应台湾中小學教科書的台灣書店（已經於2003年結業）印行了中華文化復興運動推行委員會標準行書研究委員會主編，鮑雨林執筆的《標準行書範本》。
《標準行書範本》係陳立夫和何應欽提议，旨在建立手寫簡筆字（亦稱行書）的規範標準，1976年12月7日中華文化復興運動推行委員會大會一致通過，并呈教育部協助推行。
陳立夫在序文中說「世界各個文字，都有正楷與行書兩種，吾國亦固有之，惟標準未定而已」「希望全國青少年同學，自國校5年級開始，直到高中、大學，能人手1冊，用心摹擬。」
範本中與中華人民共和國《簡化字總表》相同的簡筆字有乱、尽、斋、侩、仪、侥、价、们、岖、帮、庙、从、愤、惯、悯、扑等，超過500字。
但教育部沒有積極推行，此案不了了之。

#### 民進黨執政時期
时任教育部部長的杜正勝2006年4月10日于立法院教育文化委員會答詢時公開表示「社會上約定俗成的簡體字可以並存」，時任教育部常務次長吳財順表示約定俗成的簡體字扣不扣分，「尊重閱卷委員」。
時任教育部中等教育司司長陳益興說「所謂約定俗成的字到底有哪些，學者至少要兩、三個月到半年才能訂出來」「考試要求公平，簡體字也是別字的一種。」「只要不是教科書上的正體字，就算是錯別字」。 
杜正勝2007年1月24日宣稱「我是胡適的信徒」，1995年杜還是中央研究院歷史語言研究所所長時，和王汎森合編了《傅斯年文物資料選輯》。
民進黨反對馬英九的「識正書簡」路線，除了政治立場外，也有文化傳承及藝術上的堅持；但接受少量手寫簡體字（手頭字、破體字），反對全面使用簡化字。

#### 現況
2009年馬英九提出此議後，一度引起社會廣泛討論，民間則因立場不同而評價兩極。但不久後又趨於平靜，未引起主流社會的響應。

### 中华人民共和国
1949年9月1日，毛泽东指定吴玉章、成仿吾、范文澜、马叙伦、郭沫若、沈雁冰等文化人共同组织中国文字改革协会（中国文字改革委员会前身），1949年10月10日，中国文字改革协会在北京正式成立。
1950年7月10日，吴玉章召开中国文字改革协会干部会议，传达了毛泽东的指示：「文字改革應首先辦『简体字』，不能脫離實際，割斷歷史。」
1953年10月1日，中国共产党中央委员会成立「中央文字问题委员会」。
1953年11月21日，中共中央文字问题委员会召开第2次会议研究整理和简化汉字问题；根据中国中央人民政府政务院文化教育委员会中国文字改革研究委员会的研究，提出可以首先实行的4项初步改革办法：1.推行简体字。2.统一异体字。3.确定常用字，并对非常用字加注音。4.极少数汉字改用拼音字母。
1955年12月22日，中華人民共和國文化部和中国文字改革委员会發表《关于发布〈第一批异体字整理表〉的联合通知》，决定「从1956年2月1日起在全国实施。从实施日起，全国出版的报纸、杂志、图书一律停止使用表中括弧内的异体字。但翻印古书须用原文原字的，可作例外。一般图书已经制成版的或全部中分册尚未出完的可不再修改，等重排再版时改正。机关、团体、企业、学校用的打字机字盘中的异体字应当逐步改正。商店原有牌号不受限制。停止使用的异体字中，有用作姓氏的，在报刊图书中可以保留原字，不加变更，但只限于作为姓用。」
1956年1月1日，报纸、杂志、图书改用橫排。
1956年1月28日，中國国务院全体会议第23次会议通过《关于公布〈汉字简化方案〉的决议》。
1956年1月31日，《关于公布〈汉字简化方案〉的决议》和《汉字简化方案》在《人民日报》發表。
1977年12月20日，提出《第二次漢字簡化方案（草案）》，次日，《人民日報》開始試用「二簡字」。
1986年6月24日，國務院發出《國務院批轉國家語言文字工作委員會〈關於廢止《第二次漢字簡化方案（草案）》和糾正社會用字混亂現象的請示〉的通知》，廢除「二簡字」，第二次漢字簡化宣告失敗。
《中华人民共和国国家通用语言文字法》2000年10月31日通过公布，2001年1月1日起施行后，完成規範漢字作為中华人民共和国国家通用文字的法制作業。該法明定广播、电影、电视用语用字；公共场所的设施用字；招牌、广告用字；企业事业组织名称；在境内销售的商品的包装、说明都要使用規範漢字（不能使用不規範的繁體字、異體字），規定可以保留或使用繁体字、异体字的是這些情形：
- 文物古迹；姓氏中的异体字；
- 书法、篆刻等艺术作品；
- 题词和招牌的手书字；
- 出版、教学、研究中需要使用的；
- 经国务院有关部门批准的特殊情况。

目前，中華人民共和國有許多的學術書籍和新整理的古籍用繁體字排印，書法作品也有不少使用繁體的。
有些規範的簡化漢字是草書體的楷書體化（“马”“书”“语”“军”“辉”等），有些字是民間慣用的簡筆字（刘、拟、过、苏、只、卫、国、体、粮等）。有些是同字異體（同樣的字，只是字體寫法不同）：“杰”和“傑”；“猫”和“貓”等。
比較特別的是“肖”和“蕭”這樣的二簡字。“肖”是“萧（蕭）”的二簡字，後來被廢除，但蕭姓改為肖姓已成為「難以逆轉的錯誤」，故予以保留。
有些在異體字整理工作當中被廢除的異體字，後來恢復，用於人名，如：堃（“坤”的異體）、喆（“哲”的異體）；少數被簡化的繁體字也偶有出現：細雨濛濛的濛（簡化字是“蒙”）（簡化字是困）等。
目前，中国大陆的学校一般不教授繁体字，学生接触繁体字大多是通过商铺广告及境外的电视台、刊物等，然而大陆民众一般有阅读繁体字文章的能力。改革開放后，儘管有相關政策限制，繁体字的使用在民間的招牌、廣告等仍很常见。

## 评价

### 正面
- 國民黨認為，馬英九提出「識正書簡」的用意是希望中國大陸13億人有機會親近中華文化，如此一來就可以古典書籍接軌。[8]
- 马英九提出“识正书简”，遭外界误解他要在台湾提倡简化字，总统府再度澄清：“识正书简”是他对大陆的建议，台湾并无该需要。[9]

### 负面
- 民進黨立委賴清德認為，如果推行該政策，加上政府開放採認中國大陸學歷，台灣學生將難以和中國大陸學生競爭。[8]
- 民進黨立院黨團總召柯建銘認為該政策是馬英九與中國大陸“終極統一”的第一步。[8]
- 有些評論認為识正书简在运用上難以推广，使用者必須同時掌握繁简两种字体，並掌握繁簡字之間的對應關係，同時也需要了解各地的用語習慣，这对使用者的要求太高。想要降低推廣難度，必須修改簡體字：消除一簡對多繁，停用許多與繁體字差異過大的簡體字。[來源請求]
- 中國大陸有學者認為馬英九推行此政策是「自家花园放火，徒生风波」、「小看了大陆」。[10]

### 其他
- 有人認為「識正書簡」實際上是恢復繁體字出版，大陸不應一味恢復繁體字，但應該在文物古蹟、中小學課本的古詩文中使用繁體字。[11]

## 外部連結
- 「識正書簡」，馬建議書寫可用簡體字（页面存档备份，存于）